# Palais Sturany

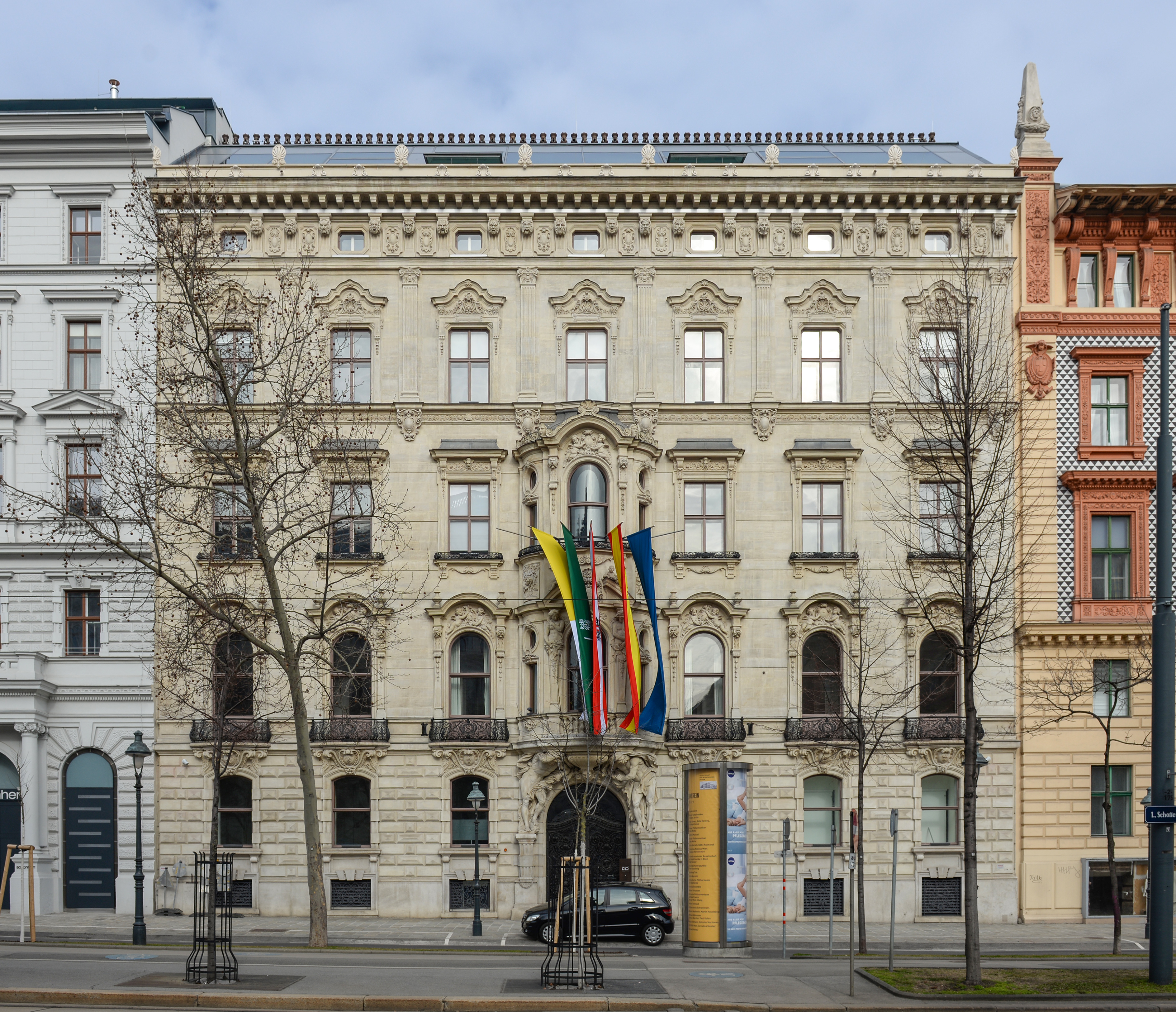
Palais Sturany en 2015

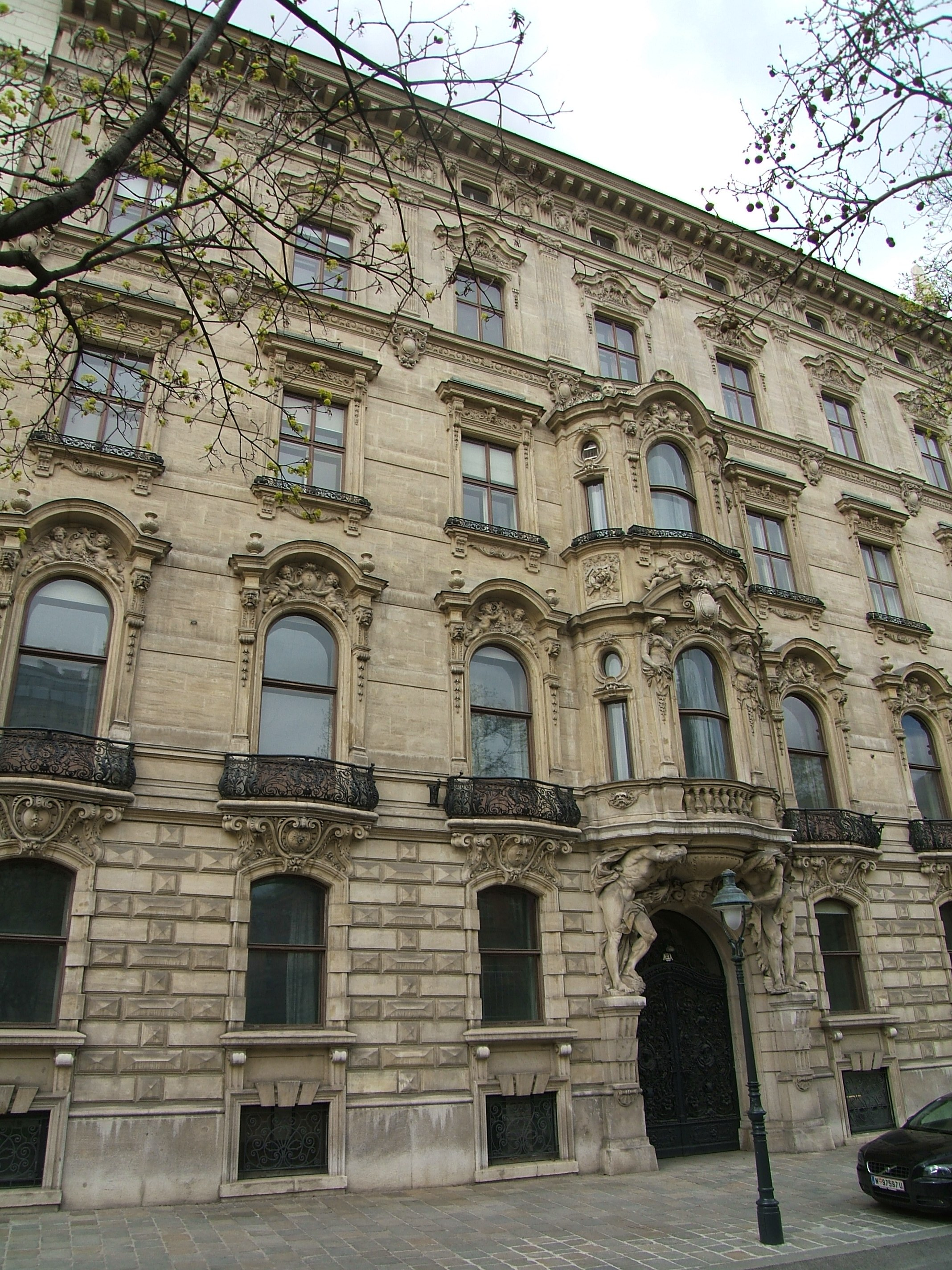
Palais Sturany en 2009

Le Palais Sturany est un palais de la Ringstrasse dans l'Innere Stadt à Vienne. Il a été construit selon les plans des architectes Ferdinand Fellner et Hermann Helmer de 1874 comme résidence de l'architecte de la cour Johann Sturany. 

## Histoire et description
Le palais a quatre étages. La façade de style néo-baroque est en pierres apparentes et non en plâtre, ce qui ne se produisait autrement que dans les bâtiments publics de la Ringstrasse . La partie incurvée vitrée, soutenue par deux atlantes et s'étendant sur deux étages, est frappante. 
Des artistes importants de l'époque ont contribué à la décoration intérieure, tels que les peintres Gustav Klimt et Franz Matsch et le plâtrier Reinhard Völkl. La façade remonte à Franz Schönthaler. 
À partir de 1916, le palais était le siège de la Banque commerciale internationale et des travaux d'adaptation ont été effectués sous l'architecte Otto Prutscher. Après la Seconde Guerre mondiale, la faculté de théologie catholique de l'Université de Vienne a repris le bâtiment, qui a de nouveau été adapté. L'immeuble a été rénové en 2000 et proposé à la vente en 2011 au prix de 8,5 millions d'euros. Le bâtiment appartient désormais à la Fondation Royale Saoudienne . Le nom officiel est King Abdullah Bin Abdulaziz International Centre for Interreligious and Intercultural Dialogue (KAICIID). 

## Littérature
- Dehio Vienne, I. District - Inner City,  (ISBN 3-85028-366-6) .
- Klaus Eggert: Les bâtiments résidentiels de la Ringstrasse de Vienne dans l'historicisme 1855-1896, 1976.

## Liens web
- Eintrag über Palais Sturany auf Burgen-Austria

## Source de traduction
- (de) Cet article est partiellement ou en totalité issu de l’article de Wikipédia en allemand intitulé « Palais Sturany » (voir la liste des auteurs).